# Sociedade pelo Estudo das Tradições Locais
A Sociedade pelo estudo das tradições locais (em chuvache Тăван ене тĕпчев пĕрлĕх, em russo:  Общество изучения местного края) é uma associação cultural da cidade de Cheboksary, que é a capital da Chuváchia, na Federação Russa. Está localizada no Museu Nacional Tchuvache e faz pesquisas culturais em toda a República, elaborando inúmeros estudos e documentos científicos que contribuem para a divulgação da cultura da República de Chuváchia junto dos turistas e do próprio povo chuvache.

## Histórico
A Sociedade foi fundada em 12 de fevereiro de 1921 e o estatuto aprovado no 16 de abril seguinte. Durante os anos 1930, os fundadores foram acusados de nacionalismo burguês e reprimidos, o que levou à extinção da Sociedade. Foi refundada em 1991.